# Hot Gay Time Machine
Hot Gay Time Machine es un espectáculo de cabaré de comedia musical británico creado por Zak Ghazi-Torbati y Toby Marlow, y coescrito y dirigido por Lucy Moss.

## Trasfondo
Hot Gay Time Machine fue coescrito por Ghazi-Torbati, Marlow y Moss cuando eran estudiantes en la Universidad de Cambridge. El espectáculo debutó en febrero de 2017 en Corpus Playroom en Corpus Christi College.

## Producciones
Hot Gay Time Machine se presentó en el Festival Fringe de Edimburgo de 2017, ganó el premio Brighton Fringe Award for Excellence, y regresó con entradas agotadas en el Fringe en 2018. El cocreador del show, Toby Marlow, actuó en Hot Gay Time Machine al mismo tiempo que otra de sus cocreaciones, el musical Six, estaba en Edimburgo.
En noviembre de 2017, el programa tuvo una breve presentación en The Other Palace Studio. Desde diciembre de 2018 hasta enero de 2019, tuvo una presentación limitada en Trafalgar Studios en el West End de Londres, En agosto de 2021, tuvo una presentación limitada en el Soho Theatre.

## Trama y formato
Durante el espectáculo de 75 minutos, Marlow y Ghazi-Torbati llevan al público a través de «una retrospectiva musical de sus vidas», retrocediendo al primer momento en que cada uno de ellos se dio cuenta de que era gay. Otros momentos que recrean con humor incluyen la salida del armario y las ansiedades en el vestuario de la escuela, hasta sus primeras experiencias sexuales y los desafíos para entablar amistades con otros hombres homosexuales. El espectáculo presenta dos recortes de tamaño natural de Beyoncé, e incorpora éxitos pop e himnos de baile, así como números musicales originales, incluidas voces y teclados (la hot gay music machine «máquina de música gay caliente»). El final del espectáculo es una fiesta de baile con la participación del público.

## Recepción de la crítica
Las reseñas de Hot Gay Time Machine han sido positivas, y muchas reseñas la describen como «histérica». En una reseña de Attitude, Steve Brown describió la letra como «[cambiando] de ingeniosa a sucia» y la música como «instantáneamente pegadiza y entregada con una energía loca». Paul Vale también comentó en The Stage sobre la actuación de alta energía de Marlow y Ghazi-Torbati, y bromeó, «están llenos de orgullo gay, listos para la fiesta y parecen no tener un interruptor de apagado».
La música ha generado comparaciones con Six, con Alun Hood escribiendo en Whats on Stage que «HGTM ... ofrece una combinación superficialmente similar de melodías pegadizas y derivadas superpuestas con letras chispeantes».
Fiona Mountford de The Evening Standard enfatizó que el programa fue recomendado para mayores de 18 años por una razón, y señaló que Marlow y Ghazi-Torbati «no van a escatimar en detalles ni rubores».